# Родины солдат
«Родины солдат» — советский фильм 1975 года режиссёра Юрия Чулюкина.

## Сюжет
О генерал-лейтенанте Дмитрии Михайловиче Карбышеве, в начале Великой Отечественной войны раненным в бессознательном состоянии попавшем в плен к немцам, в течение четырёх лет не сломившемся, и феврале 1945 года зверски замученном нацистами в концлагере Маутхаузен.

## В ролях
- Владимир Седов — Дмитрий Михайлович Карбышев
- Борис Гусаков — Гарольд Чижов, старшина
- Виктор Шульгин — лейтенант / полковник Прохоров
- Олег Голубицкий — Барабанов, староста барака
- Владимир Осенев — генерал фон Раубен
- Владимир Маренков — узник концлагеря Михаил / Эрнст, фашистский агент
- Эмиль Каревич — штандартенфюрер СС
- Маргус Туулинг — штурмбаннфюрер СС
- Юрий Дуванов — Воронов
- Юрий Назаров — майор
- Юрий Боголюбов — Глухов
- Николай Прокопович — Генрих Гиммлер
- Юрий Померанцев — генерал Власов
- Герард Залевский — комендант концлагеря
- Веслав Ковальчик — комендант лагеря
- Анджей Бельский — переводчик
- Эугениуш Куявский — Мюллер
- Константин Григорьев — узник концлагеря
- Вячеслав Жолобов — узник концлагеря
- Сергей Кокорин — Алёша, лётчик, узник концлагеря
- Василий Кравцов — Петрович, узник концлагеря
- Адольф Хроницкий — генерал-майор Ракитин, танкист, военнопленный

Закадровый перевод — Феликс Яворский.